# Klugeflustra simplex
Klugeflustra simplex är en mossdjursart som först beskrevs av Okada 1921.  Klugeflustra simplex ingår i släktet Klugeflustra, ordningen Cheilostomatida, klassen Gymnolaemata, fylumet mossdjur och riket djur. Inga underarter finns listade i Catalogue of Life.